# Filtre d'oli

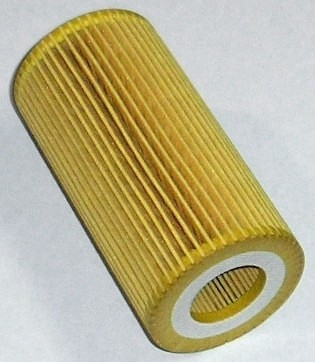
Filtre d'oli per immersió d'un Volvo S40

Un filtre d'oli és un component dels motors de combustió interna. Pot ser de diversos tipus, els més comuns són de tipus mecànic (amb funcionament anàleg al del filtre d'aire) o, rarament, de tipus magnètic (atrau els residus metàl·lics magnèticament). L'element filtrant és un tipus especial de paper o un altre material sintètic i la seva funció és recollir els residus metàl·lics que van a l'oli motor durant el funcionament del motor.